# Bliksem uit heldere hemel
Bliksem uit de heldere hemel is een hoorspel uit 1959, geschreven door Michael Almaz. Het gaat over bureaucratie en de verbittering die daarvan het gevolg is. Het hoorspel werd in Nederlandse vertaling van W. Bunge uitgezonden door de VARA. 

## Verhaal
Yukushu Mishi is een kleine kruidenier in Hiroshima, Japan, die in 1945 werd ontslagen uit de gevangenis wegens een misdrijf waar een vrouw bij betrokken was. Hij moet weer helemaal opnieuw beginnen. Hij wil zijn kruiderij terugkrijgen, maar heeft daarvoor een bewijs van goed gedrag nodig. Iedere dag opnieuw probeert hij opnieuw aan dat bewijs van goed gedrag te komen. Yukushu wordt keer op keer geconfronteerd met de bureaucratie die er heerst. Steeds wordt hij van het kastje naar de muur gestuurd. Ook ontmoet hij een corrupte ambtenaar die bereid is hem te helpen. Yukushu wordt geconfronteerd met het onfatsoen. Verbittering volgt. Uiteindelijk wordt het zo erg dat Yukushu verandert van een eerbiedwaardige kruidenier in een verbitterde misantroop. Hij was blij te zien dat Hiroshima getroffen werd door een atoombomaanslag. Hij dankt de goden voor deze ramp.

## Rolverdeling
- Yukushu Mishi: Frans Somers